# جسيم حر

صورة لتوضيح الجسيم الحر

في الفيزياء، الجسيم الحر (بالإنجليزية: Free particle)‏، هو الجسيم الذي لا يتواجد تحت تأثر أية قوة خارجية.